# Promise (album)
Promise – drugi studyjny album brytyjskiej grupy muzycznej Sade. Płyta została wydana w Wielkiej Brytanii 16 listopada 1985 przez wytwórnię Epic, natomiast w USA miała swoją premierę 21 grudnia 1985 r. nakładem Portrait Records. Wydane na singlach przeboje „The Sweetest Tabu” i „Never as Good the First Time” dotarły odpowiednio do miejsca 5 i 20 amerykańskiej listy Billboard Hot 100, natomiast sam album dotarł do szczytów list m.in. w Stanach Zjednoczonych, Wielkiej Brytanii, Holandii i Szwajcarii.

## Lista utworów

### CD
| #  | Tytuł                             | Muzyka                                                   | Słowa                  | Czas |
| -- | --------------------------------- | -------------------------------------------------------- | ---------------------- | ---- |
| 1  | "Is It a Crime"                   | Sade Adu, Stuart Matthewman, Andrew Hale                 | Sade Adu               | 6:20 |
| 2  | "The Sweetest Taboo"              | Sade Adu, Martin Ditcham                                 | Sade Adu               | 3:41 |
| 3  | "War of the Hearts"               | Sade Adu, Stuart Matthewman                              | Sade Adu               | 6:47 |
| 4  | "You're Not the Man"              | Sade Adu, Stuart Matthewman                              | Sade Adu               | 5:10 |
| 5  | "Jezebel"                         | Sade Adu, Stuart Matthewman                              | Sade Adu               | 5:30 |
| 6  | "Mr Wrong"                        | Sade Adu, Stuart Matthewman, Andrew Hale, Paul S. Denman | Sade Adu               | 2:52 |
| 7  | "Punch Drunk"                     | Andrew Hale                                              | (Utwór instrumentalny) | 5:25 |
| 8  | "Never as Good as the First Time" | Sade Adu, Stuart Matthewman                              | Sade Adu               | 5:00 |
| 9  | "Fear"                            | Sade Adu, Stuart Matthewman                              | Sade Adu               | 5:27 |
| 10 | "Tar Baby"                        | Sade Adu, Stuart Matthewman                              | Sade Adu               | 3:59 |
| 11 | "Maureen"                         | Sade Adu, Stuart Matthewman, Andrew Hale, Paul S. Denman | Sade Adu               | 4:20 |

### LP
| # | Tytuł                             | Muzyka                                                   | Słowa    | Czas |
| - | --------------------------------- | -------------------------------------------------------- | -------- | ---- |
| 1 | "Is It a Crime"                   | Sade Adu, Stuart Matthewman, Andrew Hale                 | Sade Adu | 6:20 |
| 2 | "The Sweetest Taboo"              | Sade Adu, Martin Ditcham                                 | Sade Adu | 3:41 |
| 3 | "War of the Hearts"               | Sade Adu, Stuart Matthewman                              | Sade Adu | 6:47 |
| 4 | "Jezebel"                         | Sade Adu, Stuart Matthewman                              | Sade Adu | 5:30 |
| 5 | "Mr Wrong"                        | Sade Adu, Stuart Matthewman, Andrew Hale, Paul S. Denman | Sade Adu | 2:52 |
| 6 | "Never as Good as the First Time" | Sade Adu, Stuart Matthewman                              | Sade Adu | 5:00 |
| 7 | "Fear"                            | Sade Adu, Stuart Matthewman                              | Sade Adu | 5:27 |
| 8 | "Tar Baby"                        | Sade Adu, Stuart Matthewman                              | Sade Adu | 3:59 |
| 9 | "Maureen"                         | Sade Adu, Stuart Matthewman, Andrew Hale, Paul S. Denman | Sade Adu | 4:20 |

## Pozycje na listach
| Lista 1985/1986     | Pozycja |
| ------------------- | ------- |
| Lista austriacka    | 6       |
| Lista holenderska   | 1       |
| Lista niemiecka     | 2       |
| Lista norweska      | 6       |
| Lista szwedzka      | 4       |
| Lista szwajcarska   | 1       |
| UK Albums Chart     | 1       |
| USA Billboard 200   | 1       |
| USA Top R&B Albums  | 1       |
| USA Top Jazz Albums | 4       |

## Certyfikaty
| Kraj                  | Certyfikacja        |
| --------------------- | ------------------- |
| Australia (ARIA)      | platynowa płyta     |
| Kanada (Music Canada) | 2 x platynowa płyta |
| Finlandia (IFPI)      | platynowa płyta     |
| Francja (SNEP)        | platynowa płyta     |
| Niemcy (BVMI)         | platynowa płyta     |
| Wielka Brytania (BPI) | 2 x platynowa płyta |
| USA (RIAA)            | 3 x platynowa płyta |